# Academie voor Theater en Dans
Die Academie voor Theater en Dans (ATD), zuvor Theaterschool, ist eine Ausbildungseinrichtung der Beruflichen Hochschulbildung (Hoger beroepsonderwijs, abgek. hbo). Die Akademie ermöglicht zwölf Bachelor-, drei Master, ein Associate Degree und eine Vorausbildung auf dem weiten Gebiet von  Theater und Tanz. Alle Programme sind auf hohem Niveau mit der beruflichen Praxis verbunden, sowohl national als auch international. Die Ausbildung erfolgt als Schauspieler, Theatermacher, Pantomime, Tänzer, Choreograf, Theater- oder Tanzpädagoge, sowie als Regisseur, Bühnenbildner, technischer Gestalter, Requisiteur, Produktionsleiter und Kreativproduzent.
Die Academie voor Theater en Dans ist, gemeinsam mit der Breitner Academie, des Conservatorium van Amsterdam, der Nederlandse Film en Televisie Academie, der Reinwardt Academie und der Academie van Bouwkunst, Bestandteil der Amsterdamse Hogeschool voor de Kunsten (AHK).
Alle Studiengänge an der ATD sind vom Ministerie van Onderwijs, Cultuur en Wetenschap akkreditiert. Dies ermöglicht es den Studierenden ein Studiendarlehen zu beantragen wenn sie schließlich zu einem Studiengang zugelassen werden.

## Geschichte
Die Theaterschool entstand 1968 unter diesem Namen aus einer Partnerschaft Amsterdamer Theater- und Tanzschulen: de Toneelschool (gegründet 1874), die Academie voor Kleinkunst (gegr. 1960), die Mime Opleiding (gegr. 1962), die Nel Roos Balletacademie, Scapino Dansacademie (gegr. 1951), die Moderne Dans Opleiding, unter Leitung von Pauline de Groot und Koert Stuyf, später die SNDO (School voor Nieuwe Dansontwikkeling, gegr. 1975) und verschiedener Fortbildungsveranstaltungen für Lehrer, so für Ausdruckstanz, Theaterpädagogik, Regie und andere.
1988 wurde die Theaterschule als neuer Fachbereich in die Amsterdamer Hochschule der Künste eingegliedert.
Am 1. September 2016 wurde der Bezeichnung „Theaterschool“ durch den Namen „Academie voor Theater en Dans“ ersetzt.

### Amsterdamse Toneelschool & Kleinkunstacademie
Die Amsterdamse Toneelschool & Kleinkunstacademie (ATKA) ist der im Januar 2021 erfolgte Zusammengang der Amsterdamse Toneelschool (gegr. 1874) und der Akademie voor Kleinkunst (gegr. 1960) und ist Bestandteil der Academie voor Theater en Dans für die Lehrgänge Theater, Musiktheater, Kabarett, Film und Fernsehen.
Bereits 1958 wurde die „Werkgroep Nederlands Cabaret“ gegründet und bot hier Ausbildungen unter dem Namen „De Cabaretschool“ an. Der Initiator war der Theatermacher Bob Bouber, Spross einer berühmten Theaterfamilie. Im Jahr 1960 wurde der Name des Kurses offiziell in „Stichting Akademie voor Kleinkunst“ geändert. 1968 schloss sie sich dann der Academie voor Theater en Dans an. Die Studienlehrgänge hin zum Bachelor of Arts (BA) dauern vier Jahre.

## Sonstiges
Die Academie voor Theater en Dans hat ihren Sitz in der Jodenbreestraat 3 in Amsterdam. Ungefähr an dieser Stelle stand zwischen 1914 und 1953 das vorwiegend von der jüdischen Bevölkerung besuchte Kino Tip Top Theater. In Erinnerung daran wurde ein kleiner Saal der Akademie nach diesem benannt.
Im Jahr 2015 geriet die Hochschule wegen mutmaßlicher Lehrer-Schüler-Beziehungen in die Negativschlagzeilen.

### Bekannte Alumni (Auswahl)
- Aart Staartjes
- Thomas Acda
- Anna Drijver
- Bracha van Doesburgh
- Carice van Houten
- Ellen ten Damme
- Elise Schaap
- Eva Van der Gucht
- Florentina Holzinger
- Frank Lammers
- Hannah Hoekstra
- Jette van der Meij
- Joop Admiraal
- Maya Hakvoort
- Nelly Frijda
- Olga Zuiderhoek
- Ramses Shaffy
- Rutger Hauer
- Simone Kleinsma
- Susan Visser
- Thekla Reuten
- Van der Laan & Woe
- Wende Snijders
- Yannick van de Velde